# Annet Negesa
Annet Negesa (anhörenⓘ; * 24. April 1992 in Igamba, Uganda) ist eine ugandische Leichtathletin mit einem Schwerpunkt auf dem Mittelstreckenlauf. Sie vertrat Uganda an den Leichtathletik-Weltmeisterschaften 2011 und gewann eine Goldmedaille im 800-Meter-Lauf bei den Afrikaspielen 2011.
Als Juniorin (U20) gewann sie an den Crosslauf-Weltmeisterschaften 2010 eine Bronzemedaille in der Teamwertung, eine Bronzemedaille im 800-Meter-Lauf an den Leichtathletik-Juniorenweltmeisterschaften 2010 und zwei Goldmedaillen an den Leichtathletik-Afrikameisterschaften 2011. Sie wurde vom Leichtathletik-Verband Ugandas (Uganda Athletic Federation) zur Sportlerin des Jahres 2011 gewählt.
Negesa wurde aufgrund der Vorschriften der „Hyperandrogenism Regulations“ des Verbands World Athletics aus dem Jahr 2011 unter anderem auf ihre Testosteron-Werte untersucht, die die Grenzwerte des Verbandes überschritten. Der Hintergrund war eine Variation der Geschlechtsentwicklung. Sie wurde 2012 zunächst von Ärzten in Nizza untersucht. 2012 wurden ihr bei einer Operation (Gonadektomie) in Kampala, Uganda, ihre intern gelegenen Hoden entfernt. Sie betont, dass sie darüber vor der Operation nicht aufgeklärt worden war. Sie ist seitdem auf Hormonsubstitution angewiesen. Als intergeschlechtliche Person zog sie nach Berlin und fand Asyl in Deutschland.